# Abryna metallica
Abryna metallica är en skalbaggsart som beskrevs av Stefan von Breuning 1938. Abryna metallica ingår i släktet Abryna och familjen långhorningar.
Artens utbredningsområde är Filippinerna. Inga underarter finns listade i Catalogue of Life.